# Verlengde vierkante bipiramide
Een verlengde vierkante bipiramide is in de meetkunde het johnsonlichaam J15.
Twee vierkante piramiden worden bij deze figuur met hun congruente grondvlakken op het grond- en bovenvlak van een kubus geplaatst. Een andere manier om ertegenaan te kijken is dat deze figuur, zoals de naam al aangeeft, kan worden geconstrueerd door een regelmatig achtvlak te verlengen door een kubus tussen de congruente helften van het achtvlak in te voegen.
Zirkoon is een voorbeeld van een kristal in het tetragonale kristalstelsel. Het kristalliseert in de vorm van een verlengde vierkante bipiramide. Het is met alleen verlengde vierkante bipiramiden mogelijk de ruimte zonder verlies te stapelen.
De 92 johnsonlichamen werden in 1966 door Norman Johnson benoemd en beschreven.

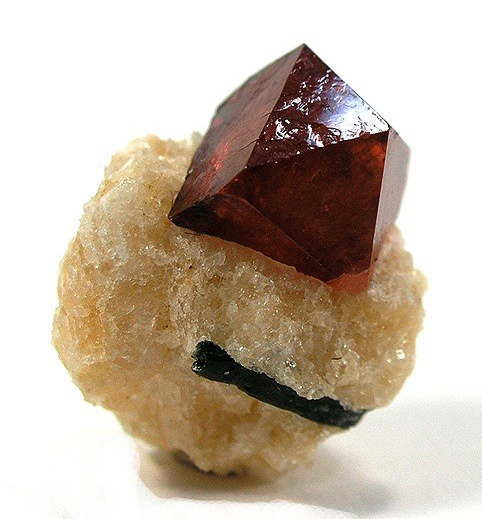
zirkoon

- (en)  Elongated Square Dipyramid